# Библиотека герметической философии

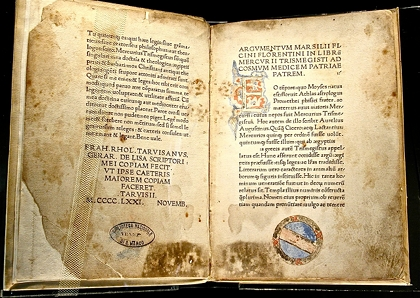
Герметический корпус первый латинский перевод Марсилио Фичино, 1471

Библиотека герметической философии (англ. Bibliotheca Philosophica Hermetica) или Библиотека Ритмана (англ. The Ritman Library) — частная голландская библиотека, основанная Йоостом Р. Ритманом. Библиотека герметической философии объединяет рукописи и печатные работы в области герметизма, в частности, «христианско-герметическую» традицию. Она расположена в центре Амстердама.

## О библиотеке
Библиотека герметической философии была основана в 1984 году Йоостом Р. Ритманом и не связана с какой-либо общественной организацией или библиотекой. Библиотека сотрудничает с международными библиотеками и организациями, такими как русская Библиотека иностранной литературы им. Рудомино в Москве, Гербогская августовская библиотека в Вольфенбюттеле, Библиотека Медичи Лауренциана во Флоренции и Венецианская библиотека в Венеции. Библиотека активно сотрудничает с кафедрой «Истории герметической философии и связанных с ней течений», которая осуществляет свою деятельность с 1999 года в Амстердамском унисерситете.
На сегодняшний день в библиотеке хранится более 23 000 томов по герметике, розенкрейцерству, алхимии, мистике, гнозису, эзотеризму и сравнительной религии и имеет большую научную и художественную ценность. Другая область коллекции — суфизм, каббала, антропософия, масонство, иудаика и легенды о Граале. Около 1800 рукописей и книг напечатано до 1800 года. И около 17 000 книг (первичных и вторичных источников), напечатанных после 1800 года. Среди сокровищниц Библиотеки герметической философии — Corpus Hermeticum, опубликованный в 1471 году, первое иллюстрированное издание «Dante’s La Divina Commedia» с 1481 года, а «De Officiis» Цицерона напечатано в 1465 году.

## История
Основатель библиотеки, Йоост Р. Ритман (1941), является активным амстердамским бизнесменом с глубоким интересом к духовности. Он начал собирать редкие книги в молодом возрасте, после того как его мать подарила ему экземпляр издания «Аврора» Якоба Бёме семнадцатого века, этот авторов стал для него источником вдохновения. Когда Йоост задумал план превратить свою частную коллекцию книг в библиотеку, его видение состояло в том, чтобы объединить под одной крышей рукописи и печатные работы в области герметической традиции и показать взаимосвязь между различными духовными учениями и их актуальностью на сегодняшний день.
В фильме «Путешествие в неожиданное», вышедшем в 2014 году к 400-летию манифестов розенкрейцеров, Йоост Ритман рассказывает, что ещё в юном возрасте осознал, что мир не ограничивается Амстердамом, в котором он жил, и что существует вечная универсальная мудрость, содержащаяся в текстах различных эпох и духовных направлений. Со своей Библиотекой, по словам Ритмана, он как будто путешествует во времени, находя всё новые подтверждения того, что Истина не заключена в какой-либо одной культуре или религии.
До 2005 года Библиотека герметической философии являлась одной из трёх библиотек в Нидерландах, на которые распространялось действие Закона о сохранении культурного наследия. В апреле 2005 года государство приобрело часть основной коллекции, и статус библиотеки изменился. Благодаря государственной поддержке будущее БГФ гарантировано. Перешедшие в собственность государства книги остаются в библиотеке и доступны широкой публике.
Отдельной частью Библиотеки герметической философии является Инстутут Ритмана, в котором находятся научно-исследовательский отдел и центр документации. Собственное издательство In de Pelikaan публикует различные труды по вопросам, которые находятся в центре внимания составителей коллекции.
После финансового кризиса и сокращений, Библиотека Ритмана вновь открыла свои двери 16 декабря 2011 года.
В июне 2016 года было объявлено, что автор Дэн Браун, занимавшийся исследованиями в библиотеке для некоторых своих книг, пожертвует 300 000 евро. Эти деньги будут использованы для оцифровки основной коллекции библиотеки из 4600 ранних печатных книг и 300 старых рукописей. Кроме того, пожертвование в размере 15 000 евро также сделал голландский Культурный Фонд принца Бернхарда.